# Nerthus

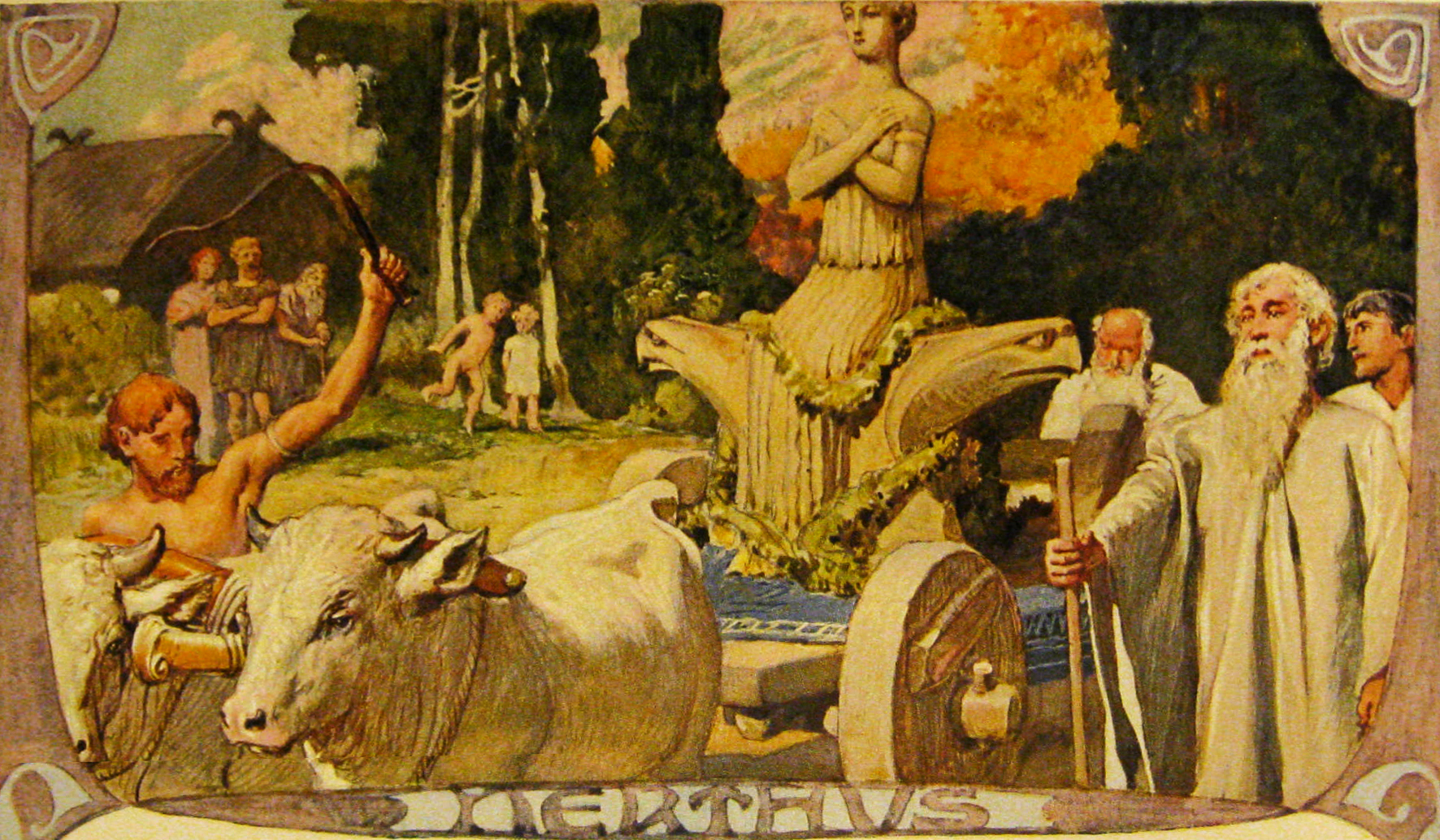
"Nerthus" av Emil Doepler.

Nerthus (latinsk namnform, även Nertus) med de rekonstruerade senare nordiska namnformerna Njärd och När och den belagda Njǫrðr (Njord), se nedan) var en germansk moder- och fruktbarhetsgudinna. 

## Tacitus och kultbeskrivningen
Enligt den romerske historikern Tacitus, som beskrev Nerthuskulten i sin bok Germania 98 e. Kr., hade Nerthus en av kor dragen processionsvagn, som förvarades i en helig lund på en ö i oceanen. Vagnen fick endast vidröras av prästen. När prästen märkte att gudinnan var närvarande i vagnen lät han den dras runt till olika orter av kor. På varje ort som vagnen besökte firades glädjefester. När allt var över fördes vagnen tillbaka till den heliga lunden där gudinnan och vagnen tvättades i en avsides belägen sjö. De slavar som hade tjänstgjort under processionerna och tvättningen offrades sedan i samma sjö.

## Arkeologiska tolkningar
Under yngre bronsålder uppträdde avbildningar av kvinnor på hällristningar med en skålgrop mellan benen – något som vissa arkeologer menar kan symbolisera en könsmarkering eller en fruktbarhetssymbol, då menas att dessa kvinnofigurer kan ha varit prästinnor i en fruktbarhetskult i en tid då människorna tycks ha dyrkat en gudinna med halsring. Kvinnliga gudabilder försvinner under samma tid i hällristningsmaterialet. Detta kopplas samman med det Tacitus nämner: Nerthus, fruktbarhetsgudinnan, fick ej avbildas eller beskådas av folket. En gudom som ej får avbildas kan därför förklara en del av skålgroparnas symbolik. Arkeologen Bertil Almgren har också kopplat samman de många avbildningar av fotsulor som uppträder bland hällristningarna under yngre bronsålder med en kvinnlig fruktbarhetsgudinna av Nerthus' typ. Ett stöd för denna teori är att fotsulor och skålgropar ofta kombineras.

## Namnlikhet med Njord

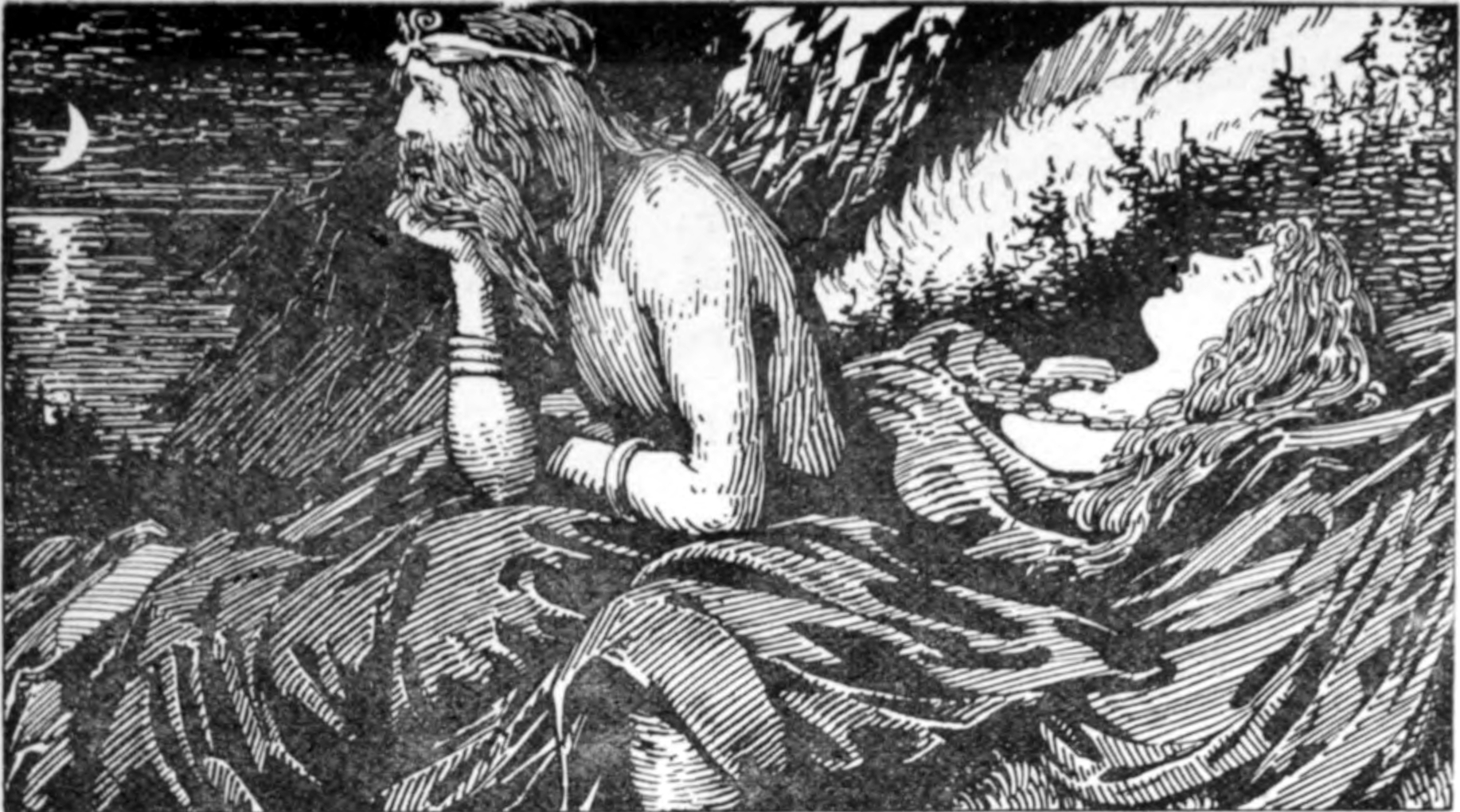
Njord blickar ut över kusten

Namnet Nerthus är språkligt detsamma som Njord, i fornnordisk mytologi en manlig gud i vanernas gudaskara. Könsväxlingen har vissa sökt förklara med att kulten berört ett gudapar som förenats i ett fruktbarhetsbefrämjande bröllop. Sydskandinaviska mossfynd tycks bekräfta förekomsten av sådana riter, med åtföljande offer. En enklare tolkning är att hon är Njords icke säkert namngivna syster Njärd, mor till deras gemensamma barn Frej och Freja.

## Ortnamn och kultplatser
Inom ortnamnsforskningen anser enstaka forskare att ett flertal mycket gamla namn med former liknande framförallt När- härstammar från platser som haft någon form av bindning till modergudinnan När alternativt Njärd (eller Njord). Exempel på sådana ortnamn är Närtuna och Närlunda (se exempelvis Närlunda, Ekerö kommun. Stockholmsstadsdelen Nälsta är ett annat exempel, liksom industriområdet Mjärdevi i Linköping (med Njärd- förvanskat till Mjärd-). Värt att notera är att -vi, -tun och -lund inom ortnamnsforskningen oftast anses beteckna kultplatser. Flertalet ortnamn i landet antyder om en koppling till guden När. Närs socken på Gotland är ett sådant exempel som påminner om en möjlig koppling till guden När. Dock saknas vetenskaplig konsensus om en sådan koppling avseende Närs socken. 